# Filosofem
| Đánh giá chuyên môn | Đánh giá chuyên môn |
| Nguồn đánh giá      | Nguồn đánh giá      |
| Nguồn               | Đánh giá            |
| ------------------- | ------------------- |
| AllMusic            | [ 1 ]               |

Filosofem là album phòng thu thứ tư của dự án nhạc black metal Burzum. Nó được thu âm vào tháng 3 năm 1993 và là đĩa nhạc cuối cùng của Varg Vikernes trước khi thụ án tù; tuy vậy album không được phát hành cho tới tận tháng 1 năm 1996.

## Bối cảnh
Varg Vikernes thu âm bốn album đầu tiên của Burzum từ tháng 1 năm 1992- tháng 3 năm 1993 tại Grieg Hall ở Bergen. Tuy nhiên, thời gian phát hành được kéo giãn ra. Vào khoảng thời gian này, Vikernes trở thành một phần của giới black metal Na Uy thời kỳ đầu và gặp gỡ tay guitar Euronymous của Mayhem. Vinkernes, cùng một số thành viên của giới black metal đương thời, cũng được cho là đã đốt bốn nhà thờ. Tháng 8 năm 1993, Vikernes đâm Euronymous tới chết bên ngoài căn hộ của Euronymous tại Oslo. Vinkernes bị bắt vài ngày sau đó, và vào tháng 5 năm 1994, lãnh án 21 năm trong tù vì cả tội giết người và đốt nhà thờ.
Track mở đầu của Filosofem, "Burzum" (còn gọi là "Dunkelheit"), là ca khúc đầu tiên Vikernes viết dưới danh nghĩa Burzum. Nó được thu âm vào tháng 9 năm 1992 cho Hvis lyset tar oss, nhưng Vikernes không thỏa mãn với bản gốc này và tái thu âm sáu tháng sau đó cho Filosofem.
Album được thu âm dưới điều kiệu không tốt một cách cố tình. Không có máy khuếch âm guitar được dùng; Vikernes nối guitar vào máy khuếch của stereo và dùng một fuzz pedal cũ. Để thu âm giọng, Vinkernes muốn có một cái microphone tệ nhất có thể, và cuối cùng sử dụng một headset.

## Âm nhạc và bìa đĩa
Filosofem tiếp tục sự thử nghiệm cũ Vinkernes với âm nhạc tối giản, sự lập lại, và nhạc ambient trong phạm vi black metal. Các track đều khá dài (ngắn nhất vẫn dài hơn bảy phút), và thường dược soạn dựa trên một vài nhạc tố. Ví dụ, "Jesu død", một track dài hơn tám phút rưỡi, chủ yếu dựa trên các biến thể của một đoạn riff duy nhất. "Burzum", track mở đầu, có một dòng giai điệu đáng chú ý được chơi bằng bộ tổng hợp. Album này cũng có track ambient dài nhất của Burzum, "Rundtgåing av den transcendentale egenhetens støtte" (25 phút).
Bìa đĩa xuất phát từ một bức tranh của Theodor Kittelsen, có tên Op under Fjeldet toner en Lur.

## Danh sách nhạc khúc
Tất cả các ca khúc được viết bởi Varg Vikernes.
| STT              | Nhan đề | phiên bản Đức                                            | Thời lượng |
| ---------------- | --- | -------------------------------------------------------- | ---------- |
| 1.               | "Burzum" ("Darkness")                                                                                                   | "Dunkelheit"                                             | 7:05       |
| 2.               | "Jesu død" ("Jesus' Death")                                                                                             | "Jesus' Tod"                                             | 8:39       |
| 3.               | "Beholding the Daughters of the Firmament"                                                                              | "Erblicket die Töchter des Firmaments"                   | 7:53       |
| 4.               | "Decrepitude I" | "Gebrechlichkeit I"                                      | 7:53       |
| 5.               | "Rundtgåing av den transcendentale egenhetens støtte" ("Circumambulation of the Transcendental Columns of Singularity") | "Rundgang um die transzendentale Säule der Singularität" | 25:11      |
| 6.               | "Decrepitude II" | "Gebrechlichkeit II"                                     | 7:53       |
| Tổng thời lượng: | Tổng thời lượng: | Tổng thời lượng:                                         | 64:34      |

## Thành phầm tham gia
- Count Grishnackh (Varg Vikernes) – giọng, bộ tổng hợp, rhythm guitar và lead guitar, guitar bass, trống